# Ylinen Tuulijärvi
Ylinen Tuulijärvi och Keski-Tuulijärvi, eller Tuulijärvi eller Tuulijärvet är sjöar i Finland. De ligger i kommunen Enontekis i landskapet Lappland, i den norra delen av landet, 900 km norr om huvudstaden Helsingfors. Ylinen Tuulijärvi ligger 308 meter över havet. De ligger vid sjön Peltojärvi. Arean är 13,6 hektar och strandlinjen är 1,94 kilometer lång. Sjön  ingår i Kemi älvs huvudavrinningsområde. 